# ليزا فيدال
ليزا فيدال (بالإنجليزية: Lisa Vidal)‏ هي ممثلة أمريكية، ولدت في 13 يونيو 1965 بكوينز في الولايات المتحدة.

## أعمال

### أفلام
- (1995) أفروديت القوية[5]
- (2007) المرآة المظلمة
- (2009) ستار تريك[6][7][8]

### مسلسلات
- ميامي

## وصلات خارجية
- ليزا فيدال على موقع IMDb (الإنجليزية)
- ليزا فيدال على موقع ألو سيني (الفرنسية)
- ليزا فيدال على موقع أول موفي (الإنجليزية)
- ليزا فيدال على موقع قاعدة بيانات الأفلام السويدية (السويدية)
- ليزا فيدال على موقع إن إن دي بي (الإنجليزية)
- ليزا فيدال على موقع قاعدة بيانات الفيلم (الإنجليزية)
- ليزا فيدال على موقع كينوبويسك (الروسية)